# Biblia gnieźnieńska
Biblia gnieźnieńska – spisany na pergaminie iluminowany kodeks łacińskiej Wulgaty. Manuskrypt powstał w Czechach w roku 1414. Jest przechowywany w Archiwum Archidiecezji gnieźnieńskiej.

## Historia
Biblia gnieźnieńska zawiera tekst Wulgaty autorstwa Hieronima ze Strydonu. Została ukończona w 1414 roku w Czechach. Rękopis należy do niewielkiej grupy iluminowanych kodeksów luksusowych czeskiego pochodzenia. Manuskrypt został podarowany katedrze gnieźnieńskiej prawdopodobnie przez ks. Wyszotę z Górki (zm. 1453), syna Jakuba. 
Biblia gnieźnieńska jest przechowywana w Archiwum Archidiecezji gnieźnieńskiej, numer katalogowy BK Ms 142.

## Opis
Tekst Starego i Nowego Testamentu wraz z prologami do ksiąg biblijnych autorstwa Hieronima został spisany na pergaminie. Kodeks zawiera 506 kart zszytych w 51 składek (głównie kwinternionów). Ma wymiary 37 na 27 cm.
Tekst Biblii został spisany w dwóch kolumnach zawierających po 50 wierszy każda. Opatrzono go iluminacjami, które wyszły spod ręki wysokiej klasy malarzy-miniaturzystów. Posługiwali się oni kosztowym złotem płatkowym. W kodeksie znajdujemy 80 inicjałów figuralnych z wicią roślinną, 62 inicjały ornamentalne z wicią roślinną oraz bardzo liczne mniejsze inicjały kaligraficzne z bogatym zdobieniem piórkowym.
Nad iluminacjami pracowało prawdopodobnie dwóch lub trzech malarzy. Autorem większości iluminacji był pierwszy z nich. Jego praca jest wzorcowym przykładem tzw. „pięknego stylu”. Malowanym przez siebie postaciom nadał wyraz trójwymiarowy. Mają one idealizowane i lalkowate twarze, których charakterystycznym elementem są wypukłe czoła, okrągłe powieki a także drobne i zarazem pełne usta. Namalowane przez niego osoby lub małe grupy osób są ubrane w barwne szaty udrapowane dekoracyjnie w wyniku czego kształty ich ciał zostały ukryte. Tło dla postaci ma neutralne kolory, przebłyskujące złotą kratką. Czasem pojawiają na nim niewielkie białe gotyckie budowle z czerwonymi lub błękitnymi daszkami. Drugi iluminator był autorem o wiele skromniejszym artystycznie. Jego prace obejmują Biblię od 1 Księgi Kronik do Księgi Jeremiasza. Natomiast trzeci był autorem tylko dwu inicjałów figuralnych. Są one pozbawione złota oraz ornamentacji marginalnej. 
Do roku 1960 kodeks był oprawiony w deski pokryte pergaminem. Później okrycie desek obłożono czerwonym aksamitem zostawiając srebrne okucia z XVII wieku.

## Biblia Jubileuszowa
W roku 2014, z okazji stulecia istnienia Towarzystwa Świętego Pawła oraz sześćsetlecia Biblii gnieźnieńskiej, wydawnictwo Edycja Świętego Pawła postanowiło opublikować okolicznościowe wydanie Biblii Paulistów nazwane Biblią Jubileuszową. W Biblii Jubileuszowej wykorzystano ilustracje pochodzące właśnie z Biblii gnieźnieńskiej